# Bern-Neuenburg-Bahn

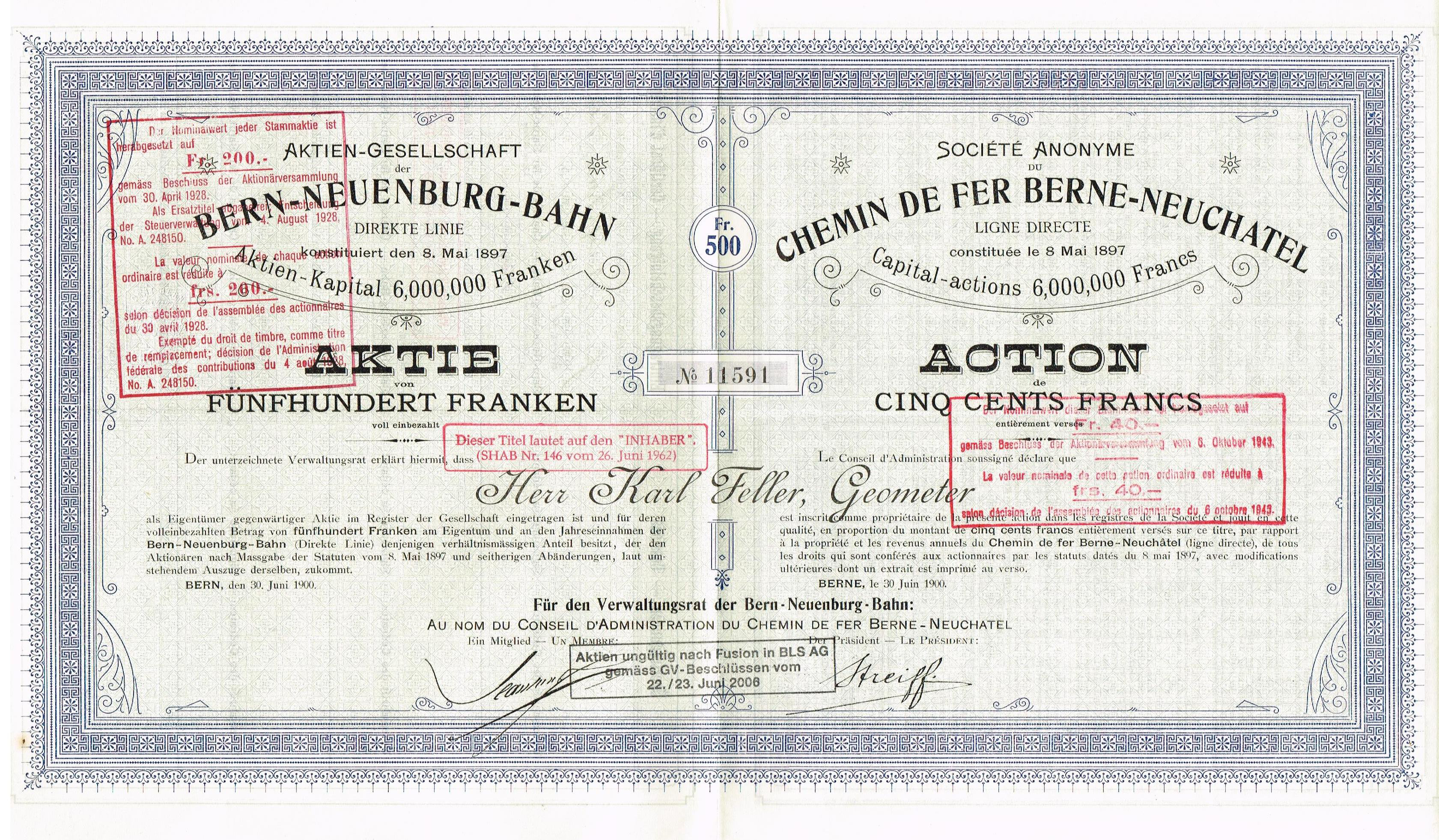
Namensaktie über 500 Franken der AG der Bern-Neuenburg-Bahn vom 30. Juni 1900

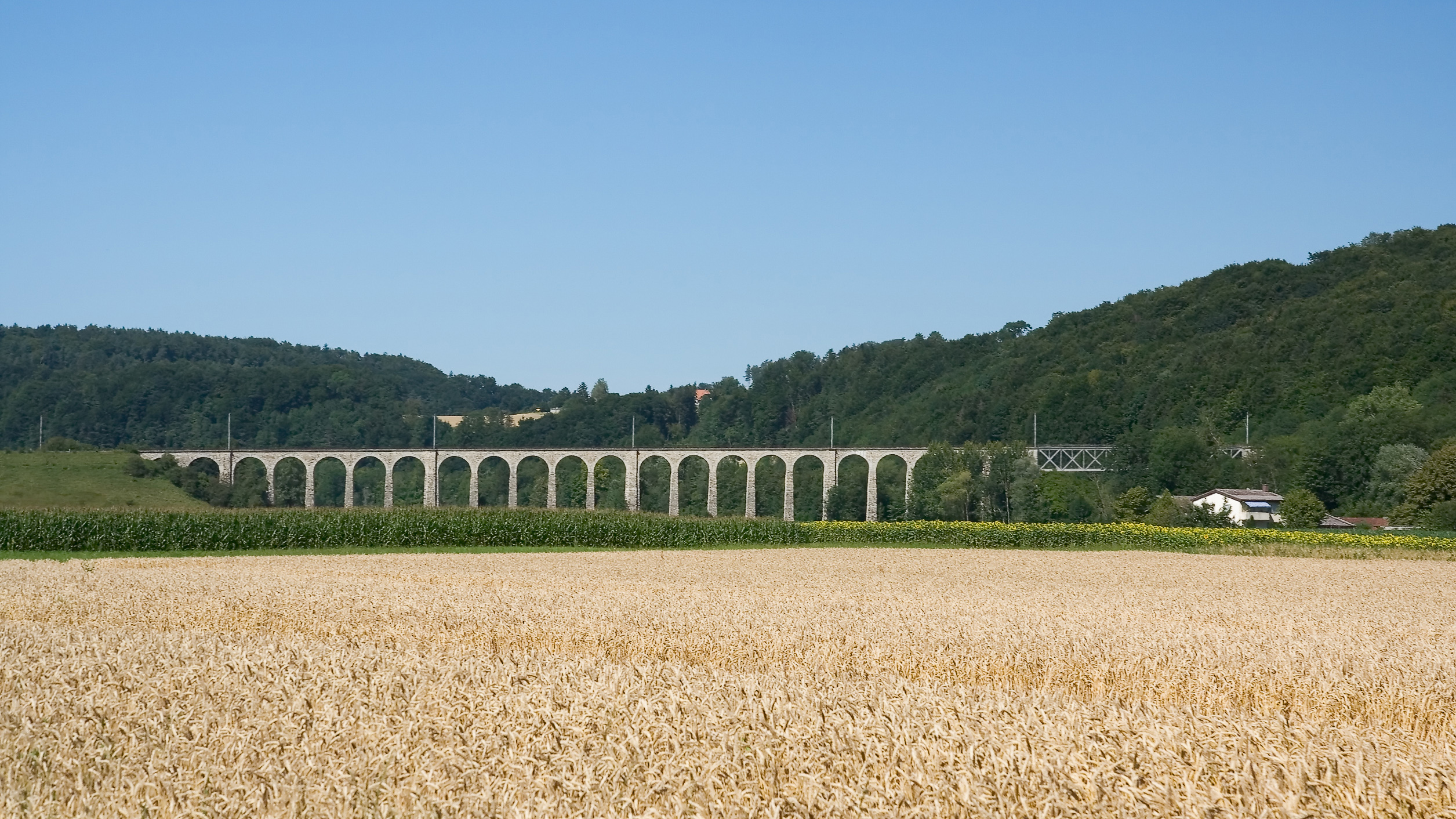
Viadukte wie das Gümmenenviadukt sind im Schweizer Mittelland eine Rarität

Die Bern-Neuenburg-Bahn (BN) ist eine ehemalige schweizerische Eisenbahngesellschaft. Die von ihr betriebene Bahnstrecke Bern–Neuenburg  verbindet Bern in fast gerader Linie über Gümmenen, Kerzers und Ins mit Neuenburg und wird daher auch die Direkte genannt.
Die Strecke der Bern-Neuenburg-Bahn wurde am 1. Juli 1901 eröffnet. Kurz vorher, am 15./20. Juni 1901, wurde mit der Thunerseebahn ein Betriebsvertrag abgeschlossen, der eine gemeinsame Verwaltung und Betriebsleitung vorsah. Elektrifiziert wurde die Strecke zwischen 1923 und 1928 in zwei Etappen.
Eine Besonderheit waren die zwischen 1914 und 1953 für den Transport des Berner Haus- und Strassenkehrichts zur Strafanstalt Witzwil angeschafften Kehrichtwagen.
Im Juni 1997 fusionierte die BN zusammen mit der Spiez-Erlenbach-Zweisimmen-Bahn, der Gürbetal-Bern-Schwarzenburg-Bahn und der Berner Alpenbahn-Gesellschaft Bern–Lötschberg–Simplon zur BLS Lötschbergbahn.